# Malte Lindberg
Malte Lindberg (12 febbraio 1997) è un ex sciatore alpino svedese.

## Biografia
Specialista delle prove veloci attivo dal novembre del 2013, in Coppa Europa Malte Lindberg ha esordito il 28 febbraio 2020 a Kvitfjell in discesa libera (64º), ha ottenuto il miglior risultato il 28 gennaio 2021 a Orcières in supergigante (53º) e ha preso per l'ultima volta il via l'11 febbraio 2022 a Kvitfjell nella medesima specialità (60º); si è ritirato al termine della stagione 2022-2023. Non ha debuttato in Coppa del Mondo e non ha preso parte a rassegne olimpiche o iridate.

## Palmarès

### Campionati svedesi
- 3 medaglie:
  - 3 bronzi (supergigante nel 2019; discesa libera nel 2020; supergigante nel 2022)